# Andinobates geminisae
Andinobates geminisae (Batista et al., 2014) è una specie di rana freccia, individuata per la prima volta nel 2011 dagli zoologi Abel Batista e Marcus Ponce.

## Etimologia
Il nome Andinobates geminisae le è stato attribuito in onore della moglie di Marcos Ponce, Gemini Vargas, per il suo contributo e supporto allo studio dell'erpetologia panamense.

## Descrizione
I ricercatori panamensi, colombiani e tedeschi che hanno contribuito alla scoperta di questa nuova specie affermano che questa rana appartiene al gruppo Andinobates minutus. Le dimensioni dell'Andinobates geminisae sono assai ridotte, in media 12,7 mm di lunghezza, e la rendono la più piccola specie di Dentrobatidi presente nell'area. In particolare le femmine risultano più grandi, con una lunghezza di circa 13,2 mm, rispetto ai maschi che invece misurano circa 11,6 mm.
La pelle di questo anfibio è caratterizzato da un colore arancione uniforme sia sul dorso che sul ventre, particolarità che lo differenzia dalle altre specie di A. minutus, che presentano una colorazione diversa e disomogenea. Tra gli occhi presenta una pigmentazione più scura; in corrispondenza delle articolazioni la pelle è leggermente più marrone rispetto al resto del corpo. Le dita delle zampe presentano una colorazione grigio bluastra e l'area compresa tra la mandibola e il labbro inferiori ha un colore viola scuro tendente al nero. Sul ventre in corrispondenza delle ghiandole si trovano macchie color lavanda. Il timpano è di media grandezza, la testa presenta una giusta proporzione tra grandezza e lunghezza, ma è piccola rispetto al resto del corpo.
I maschi emettono un particolare suono simile al ronzio degli insetti. Durante il periodo riproduttivo tale suono può essere prodotto in modo continuativo anche durante tutto l'arco della giornata.
Il veleno di questa rana è molto potente e i ricercatori credono che le sue tossine siano state utilizzate dagli indigeni per rendere letale la punta delle frecce.  

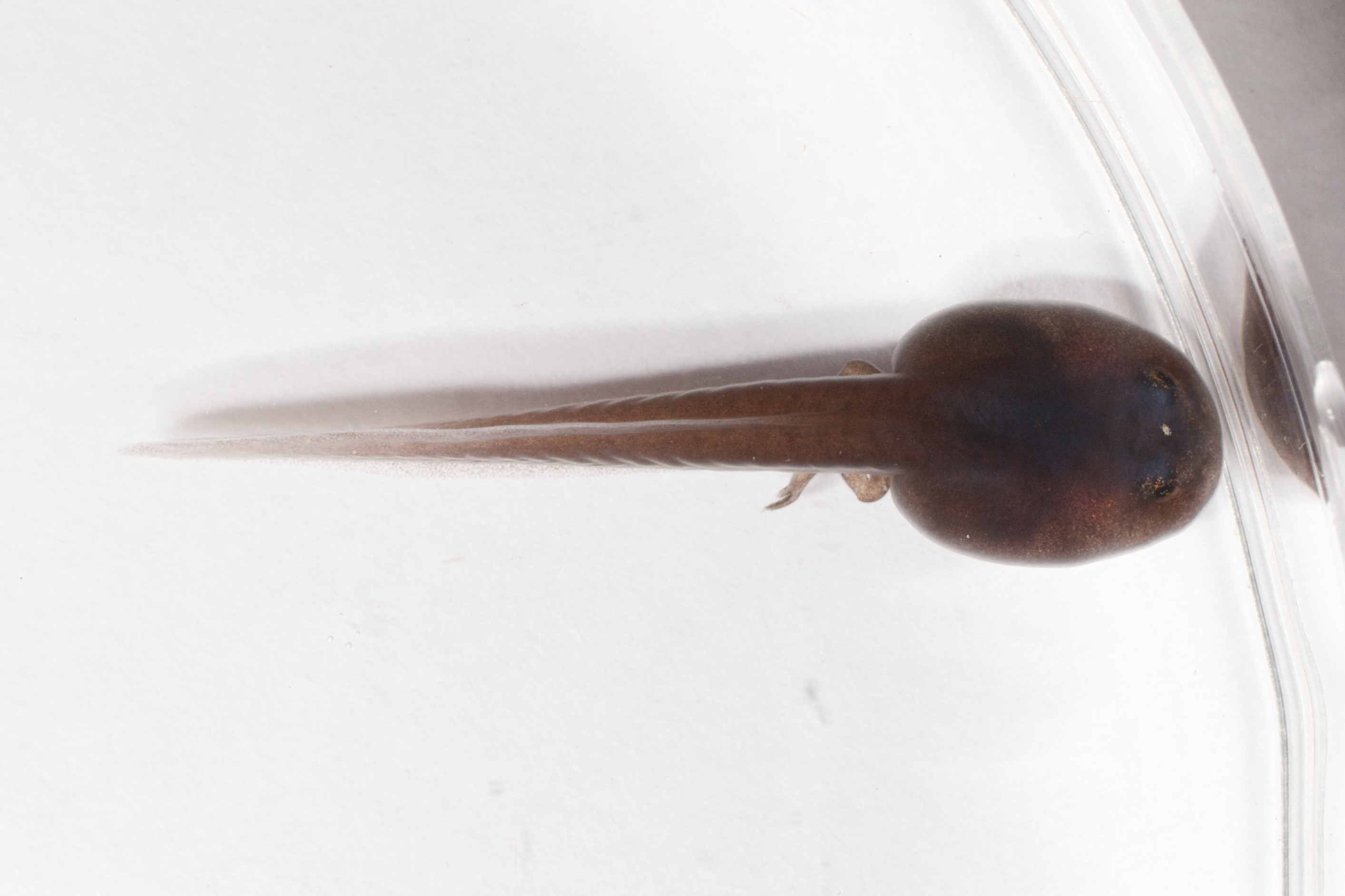
Girino di Andinobates geminisae

## Biologia

### Alimentazione
Si nutre principalmente di piccoli insetti e invertebrati come mosche e moscerini.

### Riproduzione
Si riproduce nelle aree riempite d'acqua, come per esempio nelle foglie secche a forma di coppa o nelle cavità degli alberi. A volte questo anfibio può utilizzare anche le piante carnivore come luogo di riproduzione. Gli scienziati hanno inoltre scoperto che talvolta gli esemplari adulti trasportano i girini sul dorso per assicurarsi della loro sopravvivenza. Questo fa pensare che questa specie abbia sviluppato un sistema per assicurare ai suoi piccoli la sopravvivenza in un territorio in cui le condizioni difficili potrebbero causare la morte precoce dei figli.

## Distribuzione e habitat
Andinobates geminisae è stata avvistata per la prima volta il 21 febbraio 2011 alle sorgenti del Rio Caño da un gruppo di ricercatori dell'università ‘de Los Andes’ di Bogotà e da un gruppo di studiosi dallo Smithsonian Tropical Research Institute di Panama e dell’Universidad de los Andes in Colombia, guidati da Abel Batista dell’Universidad Autónoma de Chiriquí.
Le caratteristiche morfologiche degli adulti e dei girini hanno suggerito che si poteva trattare di una nuova specie. Questa teoria è stata poi confermata dalle analisi del DNA effettuate dallo zoologo Andrew Crawford.
Andinobates geminisae vive nelle foreste pluviali del versante caraibico della Colombia e del Panama. Le ricerche però sono state effettuate nell'area del distretto di Donoso, nella provincia di Colòn, a Panama. Questa rana freccia rappresenta la quarta specie del gruppo Andinobates minutus scoperta a Panama. 

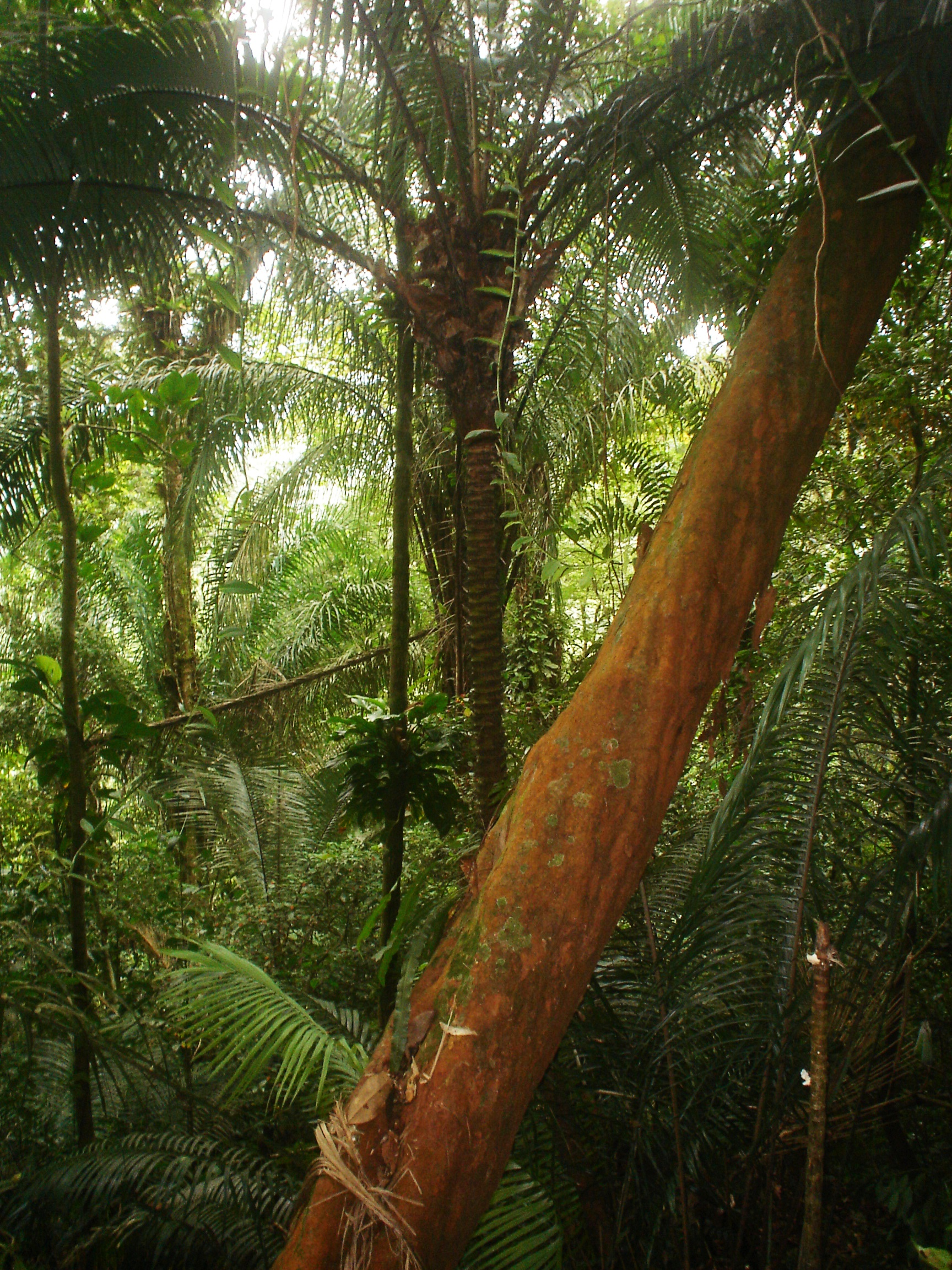
Habitat di Andinobates geminisae

## Stato di conservazione
Come tutte le altre specie degli Andinobates minutus, Andinobates geminisae sta gradualmente subendo la perdita del suo habitat, dovuta alla distruzione delle foreste pluviali. Il suo habitat naturale, infatti, è soggetto alla deforestazione da parte dei contadini per creare nuovi spazi per l'agricoltura e per il pascolo del bestiame. Inoltre negli ultimi anni i popoli indigeni stanno migrando per stabilirsi in questa zona.
La specie inoltre è minacciata dal commercio di animali esotici. Tutti questi fattori causano quindi un altissimo rischio di estinzione.
Per salvaguardare e conservare questo anfibio, esso è stato immediatamente inserito nel programma di riproduzione in cattività del progetto Panama Amphibian Rescue and Conservation, ossia un gruppo di sei zoo e istituti che si impegnano a salvare gli anfibi dalla distruzione dell'habitat e da una malattia fungina chiamata Chytrid, manifestatasi per la prima volta nel 1993 in Australia, che sta causando un'enorme epidemia che sta uccidendo migliaia di anfibi in tutto il mondo.